# التعديل الرابع لدستور الولايات المتحدة الأمريكية

التعديل الرابع لدستور الولايات المتحدة الأمريكية.

التعديل الرابع لدستور الولايات المتحدة الأمريكية (بالإنجليزية: Fourth Amendment)‏ هو جزء من دستور الولايات المتحدة ومن وثيقة حقوق الولايات المتحدة، هذا التعديل يمنع الحكومة من التفتيش والحجز من دون سبب وأن على الحكومة تحذير الفرد قبل قيامها بذلك، ويقول التعديل: لا يجوز المساس بحق الناس في أن يكونوا آمنين في أشخاصهم ومنازلهم ومستنداتهم ومقتنياتهم من أي تفتيش أو احتجاز من دون سبب، ولا يجوز إصدار مذكرة بهذا الخصوص إلا في حال وجود سبب معقول، معزز باليمين أو التوكيد، وتبين بالتحديد المكان المراد تفتيشه والأشخاص أو الأشياء المراد احتجازها.
يتناول قانون السوابق القضائية للتعديل الرابع ثلاث قضايا رئيسية: ما هي الأنشطة الحكومية «عمليات التفتيش» و «المصادرة»، وما الذي يشكل سببًا محتملًا لإجراء عمليات التفتيش والمصادرة، وكيفية معالجة انتهاكات حقوق التعديل الرابع. حَصَرت قرارات المحكمة المبكرة من نطاق التعديل على التدخل المادي للممتلكات أو الأشخاص، لكن في قضية كاتز ضد الولايات المتحدة (1967)، رأت المحكمة العليا أن تدابير الحماية الخاصة بها تمتد إلى التدخل في خصوصية الأفراد وكذلك على المواقع المادية. هناك حاجة إلى مذكرة تفتيش لمعظم أنشطة البحث والمصادرة، لكن حددت المحكمة سلسلة من الاستثناءات للموافقة على عمليات التفتيش، وتفتيش السيارات، وتفتيش الحدود، وغيرها من الحالات.
قاعدة الاستثناء هي إحدى الطرق التي ينفذ بها التعديل. وتنص هذه القاعدة، التي صدرت في قضية ويكس ضد الولايات المتحدة (1914)، على أن الأدلة التي حُصل عليها نتيجة لانتهاك التعديل الرابع غير مقبولة عمومًا في المحاكمات الجنائية. كما أن الأدلة التي اكتشفت كنتيجة لاحقة لتفتيش غير قانوني قد تكون غير مقبولة أيضًا باعتبارها «ثمرة الشجرة السامة». والاستثناء هو أنه لو كان من المحتم التفتيش فيجب أن يُكتشف بالوسائل القانونية.
اعتُمد التعديل الرابع ردًا على إساءة استخدام تفويض المؤازرة، وهو نوع من مذكرة التفتيش العامة الصادرة عن الحكومة البريطانية ومصدرًا رئيسيًا للتوتر في أمريكا ما قبل الثورة.  قُدم التعديل الرابع في الكونغرس في عام 1789 من قبل جيمس ماديسون، إلى جانب تعديلات أخرى في قانون الحقوق، ردًا على الاعتراضات المعادية للفيدرالية على الدستور الجديد. قدم الكونجرس التعديل إلى الولايات في 28 سبتمبر 1789. وبحلول 15 ديسمبر 1791، كانت ثلاثة أرباع الولايات قد صادقت عليه. في 1 مارس 1792، أعلن وزير الخارجية توماس جيفرسون أنه التعديل أصبح جزءًا من الدستور.
ونظرًا لأن وثيقة الحقوق لم تنطبق في البداية على حكومات الولايات أو الحكومات المحلية، ولأن التحقيقات الجنائية الفيدرالية كانت أقل شيوعًا في القرن الأول من تاريخ الأمة، فلا يوجد سوى القليل من السوابق القضائية الخاصة بالتعديل الرابع قبل القرن العشرين. أُجري التعديل لتطبيقه على حكومات الولايات والحكومات المحلية في قضية ماب ضد أوهايو (1961) عبر بند الإجراءات القضائية في التعديل الرابع عشر.

## النص
لا يجوز انتهاك حق الناس في أن يكونوا آمنين في شُخُوصهم، ومنازلهم، وسنداتهم، وممتلكاتهم، ضد عمليات التفتيش والمصادرة غير المنطقية، ولن تُصدر أي مذكرة إلا بناءً على سبب محتمل، بدعم من القسم أو شاهد، ويجب على وجه الخصوص وصف المكان الذي سيتم تفتيشه والأشخاص أو الأشياء التي ستصادر.

## الخلفية

### القانون الإنجليزي
مثل العديد من البنود الأخرى في القانون الأمريكي، يعود أصل التعديل الرابع إلى المبدأ الإنجليزي القانوني. في قضية سيمين (1604)، قال السير إدوارد كوك مقولته المشهورة: «إن منزل كل فرد بالنسبة له هو قلعته وحصنه، فهو يبقيه سالمًا ويحميه من الإصابة والعنف ويوفر له الراحة». أقرت قضية سيمين أن الملك لا يملك سلطة مطلقة ليتدخل في مساكن رعاياه، لكن سُمح للوكلاء الحكوميين بإجراء عمليات التفتيش والمصادرة في ظل ظروف معينة عندما يكون الغرض منها قانونيًا ويجب الحصول على مذكرة تفتيش.
شهدت ستينيات القرن الثامن عشر نموًا وزيادة في تشديد محاكمة ضباط الدولة، الذين استخدموا مذكرات عامة، وقاموا بمداهمات بحثًا عن مواد تتعلق بمنشورات جون ويلكس. أشهر هذه القضايا تتعلق بجون إنتيك الذي دخل منزله قسرًا رسول الملك ناثان كارينجتون، مع آخرين، بموجب أمر صادر عن جورج مونتاجو دونك، إيرل هاليفاكس الثاني، يأذن لهم «بإجراء بحث صارم وحثيث عن... المؤلف، أو شخص معني بكتابة العديد من الأوراق الأسبوعية المثيرة للفتنة بعنوان «المراقب أو المنصب الحر البريطاني»، رقم 257، 357، 358، 360، 373، 376، 378، 380»، وصادروا مخططات مطبوعة، ونشرات، ومواد أخرى. رفع إنتيك دعوى في قضية إنتيك ضد كارينغتون، رُفعت الدعوة أمام محكمة كينغز في عام 1765. حكم تشارلز برات، إيرل كامدن الأول بأن كُلًا من التفتيش والمصادرة كانا غير قانونيين، حيث أذن الأمر بمصادرة جميع أوراق إنتيك – وليس فقط الأوراق الجنائية – وأن المذكرة تفتقر إلى سبب محتمل لتبرير التفتيش. من خلال التأكيد على أن «القانون يعتبر ممتلكات كل رجل مقدسة جدًا، بحيث لا يمكن لأي رجل أن يضع قدمه على مقربة من جاره دون إذنه»، قدم إنتيك السابقة الإنجليزية التي تقيد السلطة التنفيذية بالتطفل على الملكية الخاصة بموجب القانون العام.